# 普萊蘇爾河

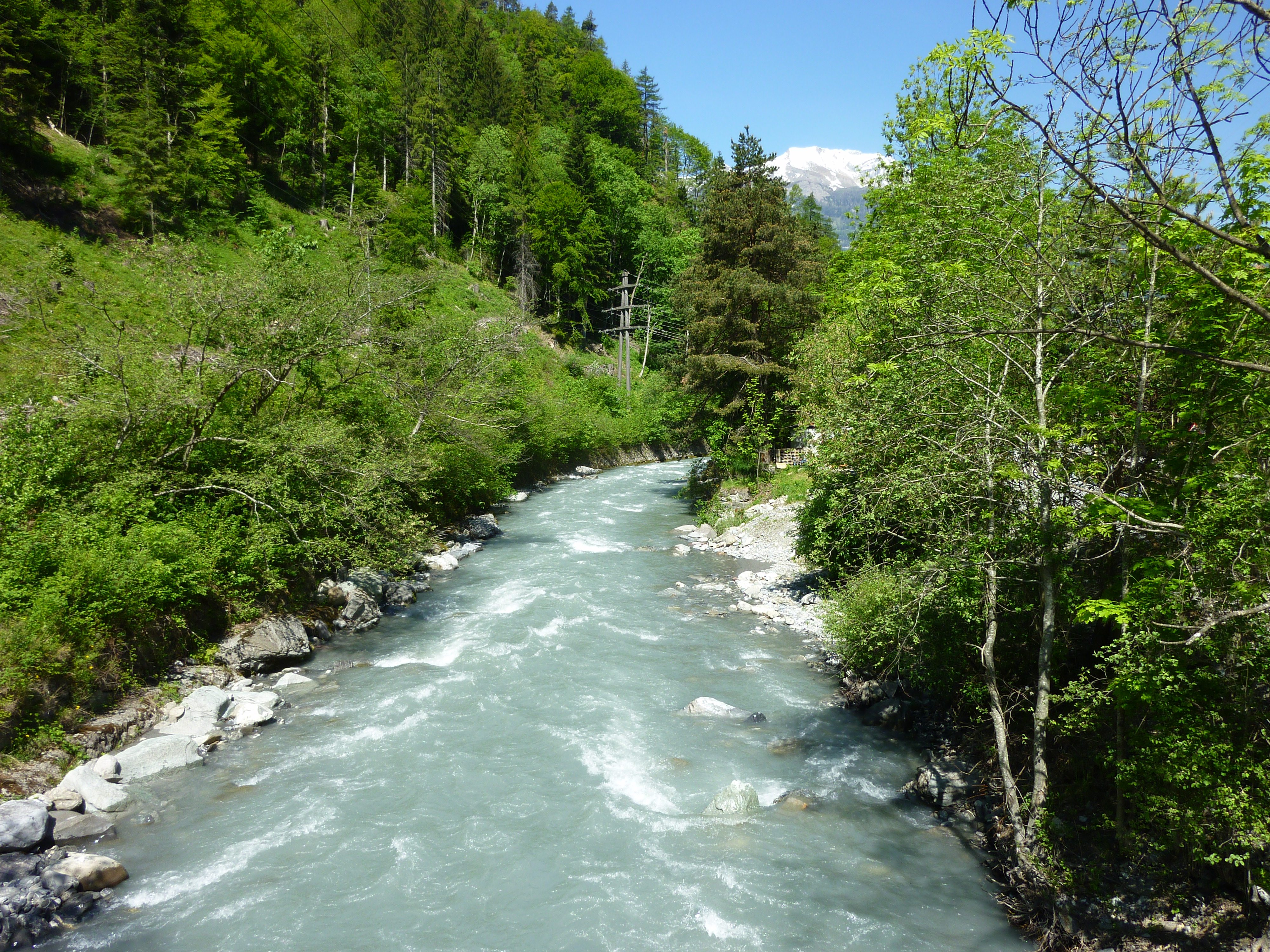

普萊蘇爾河是瑞士的河流，位於格勞賓登州，河道全長33.1公里，面積266.75平方公里，發源自普萊蘇爾阿爾卑斯山脈的阿羅薩，河口處在庫爾，平均流量每秒8.08立方米。

## 外部連結
- Plessur （页面存档备份，存于） at Historischen Lexikon der Schweiz